# Dicranomyia circularis
Dicranomyia circularis là một loài ruồi trong họ Limoniidae. Chúng phân bố ở miền Australasia.